# Žandov (przystanek kolejowy)
Žandov – przystanek kolejowy w miejscowości Žandov, w kraju libereckim, w Czechach. Jest ważnym węzłem kolejowym o znaczeniu regionalnym. Znajduje się na wysokości 240 m n.p.m.
Jest zarządzany przez Správę železnic. Na stacji nie ma możliwości zakupu biletów, a obsługa podróżnych odbywa się w pociągu.

## Linie kolejowe
- 081 Děčín - Rumburk